# NGC 6764
NGC 6764 (другие обозначения — PGC 62806, UGC 11407, MCG 8-35-3, ZWG 256.7, IRAS19070+5051) — галактика в созвездии Лебедь.
Этот объект входит в число перечисленных в оригинальной редакции «Нового общего каталога».